# Var hun uskyldig?
Var hun uskyldig? (en.: Sad Cypress) er en Hercule Poirot – krimi fra 1940, hvor Agatha Christie sætter sin detektiv til at undersøge, om en ung kvinde er skyldig i mord.

## Plot
Elinor Carlisle er under anklage for at have myrdet sin arvetante. Tanten var alvorligt syg og ønskede selv at dø, så måske er der tale om medlidenhedsdrab?
Det viser sig dog hurtigt, at der også var andre i tantens famile og omgangskreds der havde et motiv til at dræbe hende. Imidlertid sker endnu et drab, hvorefter det er klart, at der er tale om overlagt mord. Et kendskab til William Shakespeare kan hjælpe læseren med at løse gåden.

## Anmeldelser
Bogen er meget intens i såvel handlingsforløb som karakterbeskrivelser, ligesom der er flere romantiske affærer involveret. To kendte Christie -biografier karakteriser denne roman som en af Christies bedste. 

## Bearbejdning
Under navnet Dyster Cypress indgår ”Var hun uskyldig” i den TV-serie om Poirot, hvor David Suchet spiller hovedrollen. Episoden er vist flere gange på dansk TV, blandt andet på DR1 den 11. april 2010. Den findes på en DVD, som blev udgivet i 2007 